# Telo mimetico

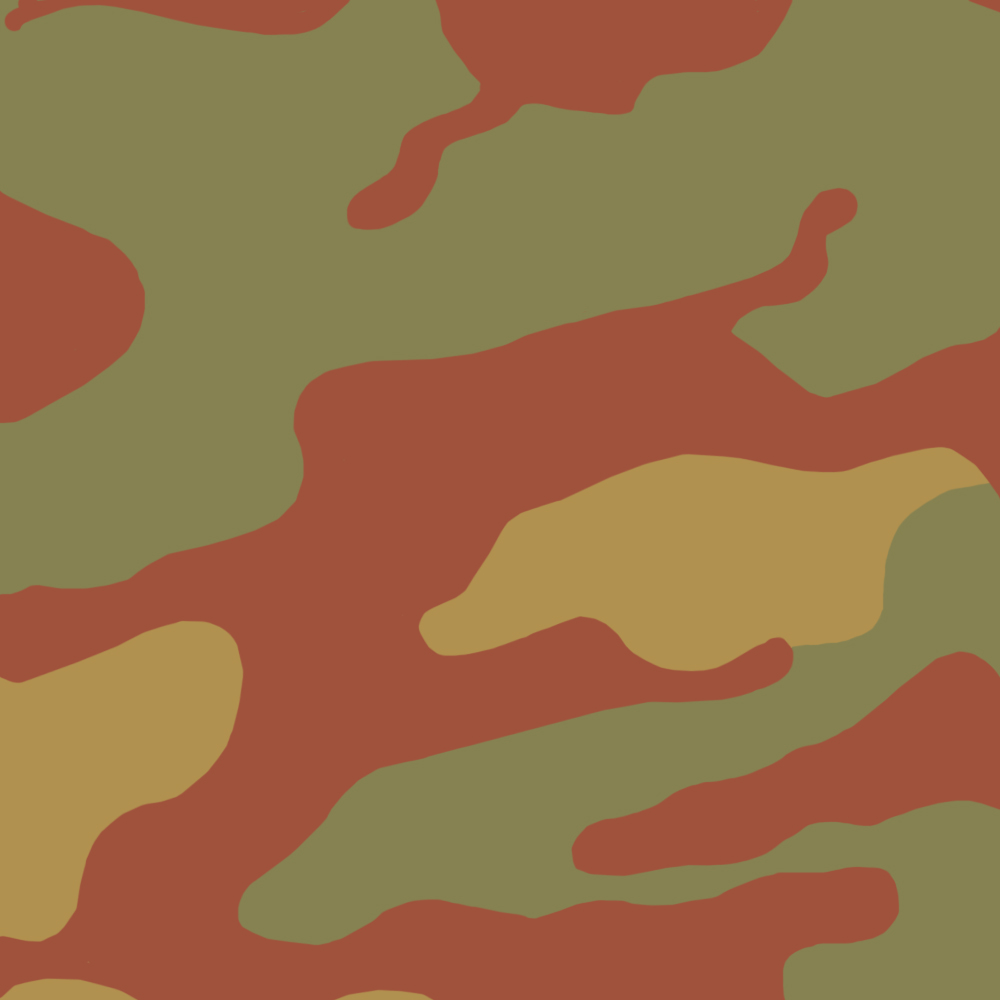
Versió de postguerra (vers 1960) del patró telo mimetico

El telo mimetico (terme italià: 'tall [de roba] mimètic', 'peça mimètica') és un patró mimètic clapejat tricolor, típicament italià, que consta de grans clapes de marró intens i de clapes menors de color ocre clar sobre fons verd; atenent a la intensitat dels colors hi ha diverses variants d'aquest patró, amb quatre de principals censades.
El telo mimetico fou creat el 1929 per l'exèrcit italià en la tenda-ponxo m. 1929 (telo mimetico mod. 1929), d'on el nom aplicat també al patró; en aquesta funció vigí fins al 1992. Endemés, fou aplicat a sobreuniformes militars entre 1941 i 1987 i, en particular, al sobreuniforme de campanya de tot l'exèrcit entre 1951 i 1975. D'aquesta manera, el telo mimetico té la triple distinció d'ésser, en la història uniformològica mundial, el primer camuflatge estampat d'ús massiu en un exèrcit, el primer patró a uniformar mimèticament el gruix d'un exèrcit i, finalment, el patró mimètic de major vigència continuada.
En fonts italianes sovint rep el nom de telo tenda ('peça de tenda').

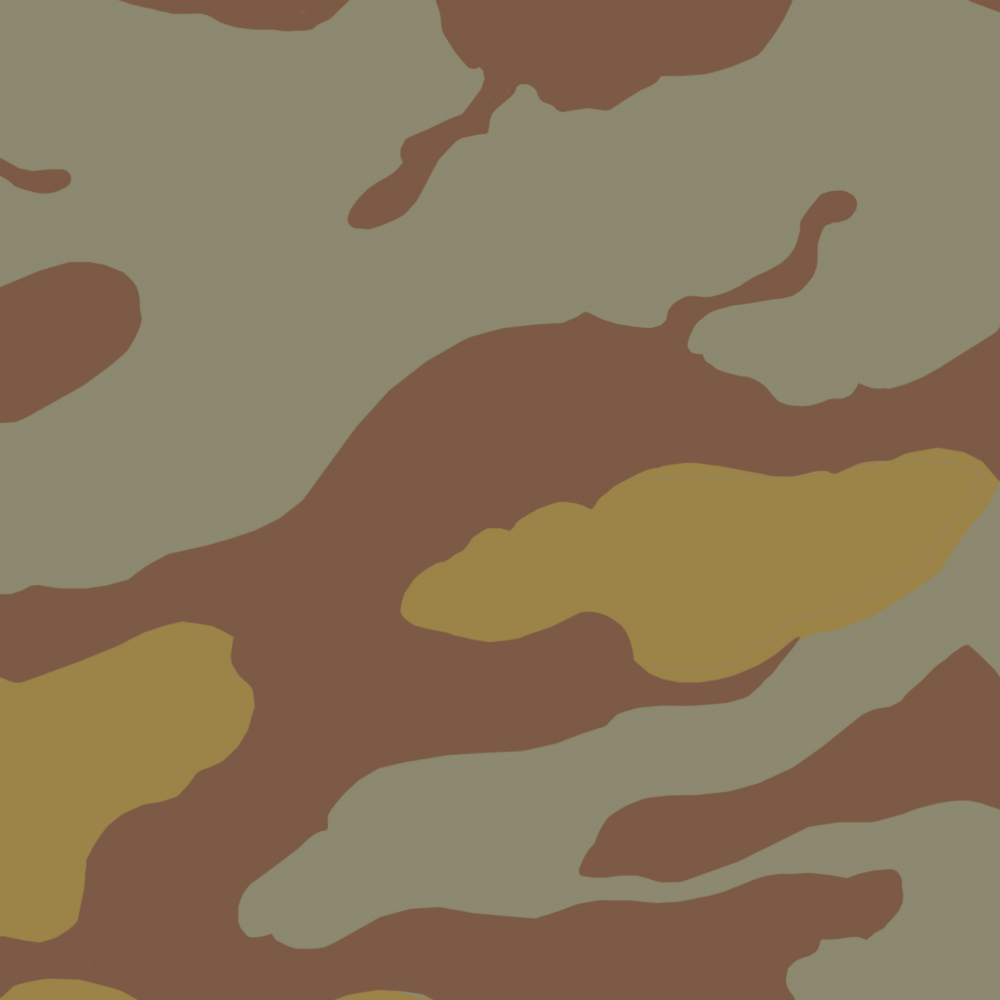
Versió original (1929) del patró telo mimetico

## Origen i adopció
El concepte de tenda-ponxo impermeable fou una creació de l'exèrcit italià que seria imitada per d'altres.
Durant la Primera Guerra Mundial els soldats italians rebien un llenç de roba impermeable (telo tenda) que es podia combinar amb d'altres per a formar tendes per a dos soldats o més. El major general Luigi Cicconetti, tot inspirant-se en el ponxo amerindi, tingué la idea de practicar-hi una obertura al centre per on es pogués passar el cap. El resultat fou la tenda-ponxo impermeable, que es pot fer servir, individualment, com a ponxo, per a protecció contra la pluja, portant-la per sobre de l'equipament i tot; alhora, se'n poden combinar dues o més per a formar una tenda de campanya. A instàncies de Cicconnetti el Tercer Exèrcit l'adoptà a finals del 1917, i d'ací s'estengué a la totalitat de l'exèrcit italià (poncho Cicconetti), de manera que esdevingué un dels elements de dotació per a la totalitat de l'exèrcit. Progressivament altres exèrcits imitaren la iniciativa, fins al punt que avui dia en són molts els dotats de tenda-ponxo.
Tradicionalment el telo tenda o poncho Cicconetti era del color de l'uniforme, és a dir, grigio-verde. Durant les maniobres de 1928 se'n provà una versió mimètica, la qual, jutjada útil, començà d'ésser fabricada i distribuïda el 1929 com a telo mimetico impermeabilizzato per tenda mod. 1929. Havia nascut el cèlebre patró, juntament amb la primera peça de camuflatge a ésser distribuïda massivament a tot un exèrcit.

## Ús del feixisme a la guerra

### Ús de la tenda-ponxo
El telo mimetico era emprat en tota mena de medis, guerra d'Abissínia inclosa. A mitjan dècada dels trenta la tenda-ponxo en telo mimetico era tan habitual entre els militars italians que en fou dotat també el CTV enviat per Mussolini en suport de Franco: entre l'equipament capturat per l'Exèrcit Popular al CTV durant la batalla de Guadalajara es comptaven tendes-ponxo en telo mimetico, tal com consta en fotografies de l'època.

### Primers uniformes entelo mimetico
Els primers uniformes a ésser confeccionats oficialment en el patró telo mimetico foren les bruses de salt de paracaigudista m. 1941.
El 1942 s'inicia la distribució de fundes mimètiques per a ús general confeccionades amb telo mimetico.
Amb el viratge històric de 1943 (invasió aliada, caiguda del feixisme, invasió nazi, república de Salò i guerra civil) comença el període d'auge dels sobreuniformes en telo mimetico: extrareglamentàriament, per iniciativa pròpia, força unitats, tant de la República Social Italiana com dels ocupants nazis de la Wehrmacht i de les Waffen-SS aprofitaren part de les existències de tenda-ponxo per a confeccionar peces de sobreuniforme, sobretot sobrejaquetes i sobrepantalons, però també fundes mimètiques, gorres, etc. L'únic sobreuniforme distribuït oficialment fou el de la infanteria naval de la Xa MAS (1944).
També es pogueren veure peces de roba en telo mimetico entre els partisans, fossin capturades a l'enemic o bé d'elaboració pròpia a partir de tendes-ponxo.

## Ús sota la República Italiana

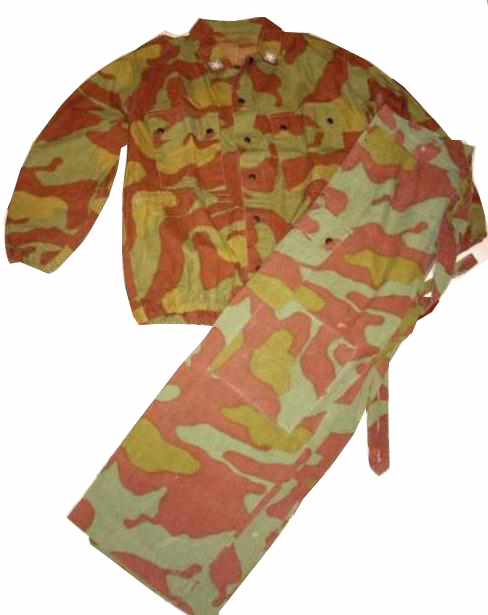
Sobreuniforme italià m. 1958 en patró telo mimetico

### Continuïtat de la tenda-ponxo
El 1945 l'exèrcit de la nova Itàlia democràtica sorgida de la contesa trencà amb la iconografia mussoliniana tot adoptant una imitació del battledress britànic en color caqui, per a tot ús. Des del 1946 es preveia que en campanya es duria una granota sobre aquest uniforme, la qual havia de ser caqui; però no arribà a ser distribuïda mai. En aquest immediat dopoguerra l'únic element camuflat en dotació era la tenda-ponxo m. 1929.

### Sobreuniformes
De 1951 a 1975 l'uniforme de campanya de l'exèrcit italià consistí en un sobreuniforme mimètic en patró telo mimetico, que es duia sobre l'uniforme de diari caqui, i cofant-se amb casc (m. 1933) o amb casquet de caserna (boina a partir de 1965). Es tractà, successivament, d'una peça de cos sencer (tuta policroma o tuta mimetica), m. 1951, i d'un conjunt de dues peces (mimetica due pezzi), jaqueta de campanya i pantaló multibutxaca, m. 1958. Duia caputxa separable; posteriorment s'hi afegí, encara, funda mimètica.

### Extinció en la uniformitat
Els sobreuniformes mimètics italians en telo mimetico desapareixen del gruix de l'exèrcit el 1975 arran l'adopció d'un nou uniforme de campanya (Roma 77, àlies verdona) de tipus modern (gorra flexible, jaqueta de campanya i pantaló multibutxaca) en verd oliva, dut directament sobre la roba interior.
Els paracaigudistes encara conservaren la versió privativa de sobreuniforme en telo mimetico fins al 1987, en què el substituirien per l'uniforme anomenat m. 1986 (en el mateix patró de tipus woodland adoptat posteriorment per tot l'exèrcit).

### Extinció en la tenda-ponxo
El telo mimetico, mentrestant, continuava present en les tendes-ponxo de tot l'exèrcit.
La llarga història del telo mimetico en actiu es clou el 1992, arran l'adopció de l'uniforme mimètic Roma 92, amb patró d'estil woodland, el qual patró, és clar, no s'aplicava exclusivament a l'uniforme, sinó també a l'equipament, tenda-ponxo inclosa.

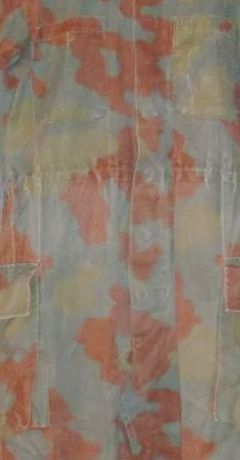
"Variant San Marco", patró derivat directament del telo mimetico

## Influència del patró

### Derivació directa: la "variantSan Marco"
Existí un patró derivat directament del telo mimetico, i conegut sovint com a "variant San Marco". Presenta clapes de contorn semblant a les del telo mimetico, les quals, com en aquest, són grosses en marró intens i mitjanes en ocre clar; però el fons és gris blavós clar, en comptes de verd. Aquest patró vigí entre els anys cinquanta i els vuitanta per a ús privatiu dels marines (marò) del Battaglione San Marco, i s'emprà en jaquetes de campanya, pantalons multibutxaca, granotes, fundes mimètiques i tendes-ponxo.
Aquest patró derivat sobrevisqué en uniformes una mica més que el telo mimetico, però s'extingí, tant en uniformitat com en equipament, més o menys alhora que el seu il·lustre pare: entorn de 1991-1992 la "variant San Marco" fou substituïda per un nou patró radicalment diferent.

### Influència estilística en altres patrons
El 1938 l'exèrcit hongarès adoptà una tenda-ponxo mimètica (1938 M sátorlap esögallér), tricolor, de disseny i patró imitats de la italiana, si bé amb forta dominància del marró. D'aquest model derivaria el de 1949 (1949 M sátorlap esögallér), vigent en tendes-ponxo fins al 1995 i que arribà a ésser considerat el "'camuflatge nacional hongarès". Puntualitzem que el patró es coneixia com a 1938 M/1949 M háromszínü sátorlap-esögallér ('tenda-ponxo tricolor m. 1938/m. 1949').
Clara derivació estilística del telo mimetico fou el patró de la tenda-ponxo (knäppetält, 'tenda butonada', col·loquialment ensamma varg, 'llop solitari') reglamentària en l'exèrcit suec als anys seixanta i setanta. El patró constava de clapes grosses en verd blavós, marró fosc, marró clar i gris, les clapes ocupant tot l'espai, sense fons pròpiament dit. L'estil general hi recorda el telo mimetico, si bé la tria de colors és més propera a la Zeltbahn estellada de la Wehrmacht.
Algunes fonts apunten que el telo mimetico podria haver estat la inspiració de certs patrons clapejats d'altres exèrcits: 
- el mlok ('salamandra') de les forces especials txecoslovaques;[10]
- almenys dos de noruecs: el de la tenda-ponxo dels anys cinquanta;[11] i l'aplicat a partir de 1981 a l'uniforme de campanya m. 1975;[12]
- i els models finesos d'ús general de 1962[13] i 1991.[14]

## Popularitat i llegat
De portes endins, el telo mimetico ha esdevingut una icona de la militària italiana, amb un punt d'orgull. Internacionalment és més conegut per l'ús que en feren els nazis durant la Segona Guerra Mundial. Per ambdós motius --i per la condició pionera del patró-- és prou popular entre col·leccionistes i afeccionats a la reconstrucció històrica, sigui en exemplars autèntics (de postguerra o, més rarament, d'època bèl·lica), sigui en reproduccions comercials, i tant en versió de tenda-ponxo com de sobreuniforme (d'una peça o de dues).
Tècnicament, avui dia el telo mimetico es jutja com un patró d'escassa efectivitat mimètica: és força vistós, sobretot pel que fa a les variants de major intensitat cromàtica, la qual cosa, dialècticament, el fa interessant per a molts des del punt de vista estètic. En tot cas, resta com una de les concrecions més pures i senzilles de la tipologia clapejada, a banda de ser-ne la fundacional.